# 瞎趴姊妹
《瞎趴姊妹》（英語：Sisters）是2015年美國喜劇電影，導演為傑森·摩爾，編劇為寶拉·佩爾。此片由蒂娜·菲和艾米·波勒主演，於2015年12月18日由环球影业發行上映。
這部電影評價有褒有貶，但大多人稱許兩位女主角所散發出來的魅力。由於這部影片與眾所矚目的《STAR WARS：原力覺醒》同期放映，票房並不突出，全球收入約1.05億美元左右。

## 情節
瑪拉·伊利斯（艾米·波勒飾演）的爸媽（詹姆斯·布羅林和黛安·韦斯特飾演）說他們要把在奧蘭多的房子賣掉，讓她回去把小時候住的房間清理乾淨。他們也讓瑪拉去通知她姐姐凱特（蒂娜·費飾演），因為凱特聽到壞消息時容易情緒爆走。瑪拉剛離婚，是位愛幫助人的護士；凱特住在她朋友家，是個生活不規律又沒責任感的美容設計師，她女兒海莉（梅德森·戴文波特飾演）則不肯告訴凱特她住外面的哪裡。瑪拉聯絡到凱特，但沒有說房子要被賣掉的事，而剛好凱特被趕出公寓，於是瑪拉讓凱特回奧蘭多的老家一趟。凱特和瑪拉在機場會合後，開車前往她們小時候的家，途中遇到一個男子詹姆士（伊克·巴里霍爾茨飾演）正在整理庭院便向他搭訕。抵達老家時，她們才知道原來房子早已售出，爸媽也都將東西打包好，並將所有家具賣掉，只剩下兩姐妹的房間沒有動過。瑪拉和凱特非常火大，兩人立刻開車到父母住的老人社區去找他們，爸媽才告訴她們房子都已過戶妥當，而她們兩姐妹必須在週末前將她們的東西全都清走。當天晚上睡前，凱特說服瑪拉可以在離開這間房子前舉辦一場派對。
隔天早上，這對姊妹被新買主叫醒，因為他們想在搬進來之前來看看哪裡可以做些改造，還告訴兩姐妹將屋況保持良好，不然他們就不買了，這讓瑪拉和凱特聽了非常難過。凱特和瑪繼續籌備派對，她們邀請了除了凱特很討厭的布琳達（瑪婭·魯道夫飾演） 以外，唸中學時的朋友；為了讓派對更好玩，兩姐妹去了商場。在選購裝飾品時，意外遇到因為沒受到邀請而非常不高興的布琳達。兩姐妹又去了一間美甲沙龍的店，瑪拉也邀請裡面的員工一起參加派對，還讓凱特在那找份工作。凱特找了這沙龍店的老闆談談，但卻被拒絕了，於是凱特請他假裝願意給她工作，這樣瑪拉就會相信她已經是個會負責任的人了。當她們在買裙子時，海莉打給凱特報平安，凱特將電話拿給瑪拉聽，從瑪拉和海莉兩人談話的樣子來看，可以得知這幾個月來都是瑪拉安頓海莉的住處，卻都沒有讓凱特知道。瑪拉告訴海莉她媽媽凱特已經改變了，所以海莉決定飛來奧蘭多並給凱特一個大驚喜。兩姐妹買完東西後，凱特又將車子停在詹姆士家前，慫恿瑪拉去約他來她們的派對，而他也同意了。在準備派對時，瑪拉請求凱特在派對中要保持清醒、不得碰酒，這樣她才能好好地享受這場派對，而凱特不情願地同意了。
當派對開始了，兩姐妹突然意識到她們的同學都因為長大成人而無法再像從前一樣在派對狂歡。為了不讓大家離開，她們給大家一段激勵人心的話讓大家興奮起來！還讓戴夫請他賣毒品的朋友來，這樣他們就能利用大麻助興。派對越來越多人，包括她們的美甲師，她們讓全場氣氛嗨到最高點，而這也是兩姊妹想看到的情況。然而布琳達卻不請自來，但馬上就被凱特趕出去。詹姆士也來了，他和瑪拉一直想要好好地聊天，卻一直被其他客人打斷。而布琳達為了報復凱特，就向警察投訴說她們的派對太吵了，但兩姐妹使出渾身解數魅惑警察，化解了麻煩。隨著時間越晚，大家因為太嗨，情緒開始失控。而布琳達因為讓派對結束的計畫失敗，於是將藍色油漆倒入供水系統報復。海莉抵達奧蘭多後，打給她媽想給她驚喜，卻得知她正在派對裡玩樂，而斥責她媽媽始終不是個懂得負責任的人，也不肯相信她媽媽現在是處在清醒的狀態。而凱特因為海莉懷疑她，而決定要喝酒。場面也因為凱特不再管制，變得越發混亂。布琳達再一次偷偷地潛入，而這次，她和凱特盡釋前嫌留了下來。在此同時，瑪拉帶著詹姆士偷偷溜到閣樓想和他親熱，但事情不盡人意，先是閣樓地板破掉害瑪拉陷下去，後來詹姆士又跌坐卡在瑪拉小時候的芭蕾旋轉音樂盒上，只能夾著音樂盒離開了這場派對。後來凱特接到電話，原來她爸媽打算將賣掉的房子得來的錢撥一筆給她，讓她能開始新的生活。凱特立即明白這間房子若再這樣下去，就拿不到錢了，所以她決定盡快結束這場派對。她向警察投訴派對太吵，但警察卻想起瑪拉曾在中學時幫過他表哥，他為了不壞了瑪拉的興致而離開了。
瑪拉因為沒和詹姆士親熱到便離開房間，然而派對混亂、失控的場景讓她嚇傻了。瑪拉便知道是凱特失信喝醉了，瑪拉滿腔的怒火，並灌酒下肚。此時，凱特也得知這幾個月來海莉的住處都是瑪拉安排打理的，她也氣瘋了！兩姐妹找到彼此並開始大打出手，海莉和她的祖父母也在此時抵達現場，被眼前這一幕嚇到了。突然，後庭院的泳池因為水太多、太重，竟整個塌陷了！海莉不小心掉下去，凱特趕緊跳下去要救她，並幫助海莉鼓起勇氣爬梯子上來。這是電影演的內容瑪拉和凱特的父母把所有客人都趕回家，和凱特和瑪拉說，他們兩個老的已經不想再為她們姊妹倆操心了，要她們姐妹倆自己看著辦。
隔天早上，姐妹倆被爸媽叫醒，將被她們倆弄得亂七八糟的屋子整理乾淨，瑪拉付錢重新整理房子，這樣賣房的問題就能解決了，但她爸媽拒絕了，因為他們認為她經常越幫越忙。而凱特告訴她爸媽她現在沒有地方可住，想繼續住在這間房子，但她也被拒絕了，不過在將房子修復好的這十天內，她可以暫住在這。凱特請詹姆士來幫忙一同修復房子。瑪拉和凱特也道歉和好，凱特還鼓勵瑪拉和詹姆士聯繫。房子修復好後，也在布琳達的幫助下順利賣出。凱特在奧蘭多開了一家美甲沙龍，而瑪拉和詹姆士兩人也在一起了。
故事的最後，凱特、瑪拉和全家人在她們爸媽的新家快樂地慶祝第一個聖誕節。

## 演員名單
- 蒂娜·菲飾演凱特·伊利斯（Kate Ellis）
- 艾米·波勒飾演瑪拉·伊利斯（Maura Ellis）
- 瑪婭·魯道夫飾演布琳達（Brinda）
- 伊克·巴里霍爾茨飾演詹姆士（James）
- 黛安·韦斯特飾演蒂娜·伊利斯（Deana Ellis）
- 詹姆斯·布洛林飾演巴奇·伊利斯（Bucky Ellis）
- 約翰·希南飾演帕祖祖（Pazuzu）
- 梅德森·戴文波特飾演海莉（Hayley）
- 約翰·李古查摩飾演戴夫（Dave）
- 鮑比·莫尼漢（英语：Bobby Moynihan）飾演艾力克斯（Alex）
- 萨曼莎·比飾演莉茲（Liz）
- 瑞秋·德奇（英语：Rachel Dratch）飾演凱莉（Kelly）
- 布萊恩·達西·詹姆斯（英语：Brian d'Arcy James）飾演傑里（Jerry）
- 克里斯·帕內爾飾演菲爾（Phil）
- 寶拉·佩爾（英语：Paula Pell）飾演達娜（Dana）
- 喬·格拉瑟（英语：Jon Glaser）飾演丹（Dan）
- 丹·拜德飾演帕特里克·坎貝爾（Patrick Campbell）
- 葛莉塔·李飾演海源（Hae Won）
- 桑蒂諾·豐塔納（英语：Santino Fontana）飾演吉恩特先生（Mr. Geernt）
- 布麗特·洛薇爾（英语：Britt Lower）飾演吉恩特太太（Mrs. Geernt）
- 亞得利安·馬丁奈（英语：Adrian Martinez （actor））飾演警員哈里斯（Officer Harris）
- 凱特·麥金儂飾演山姆（Sam）
- 蕾妮·埃莉斯·古姿百芮（英语：Renée Elise Goldsberry）飾演金（Kim）
- 希瑟·玛塔拉佐希瑟·瑪塔拉佐
- 安·原田（英语：Ann Harada）飾演瓊（Jean）
- Matt Oberg（英语：Matt Oberg） as Rob

## 製片

### 演員陣容
伊克·巴里霍爾茨於2014年6月5日擔任男主角；11日，詹姆斯·布洛林則擔任兩個女主角的父親；12日，葛莉塔·李飾演海源（Hae Won），一個因被同情而受邀去派對的年輕媽媽。；13日，瑪婭·魯道夫飾演兒童時期姊妹倆的朋友；17日，梅德森·戴文波特飾演凱特的女兒。7月1日，根據《Deadline》的說法，摔角手約翰·希南將會飾演壞人的角色；16日蕾妮·埃莉斯·古姿百芮出演金，是寶拉（Poehler）和費（Fey）所出演的角色長期以來的朋友。

### 拍攝
根據導演摩爾在推特上的照片場景，主要拍攝是從2014年6月9日於纽约州白原市開拍。在紐約的拍攝直到7月底。6月18日劇組於紐約哈弗斯特勞進行拍攝。有人發現費和寶拉在珍珠河（Pearl River）拍攝。6月24日，拍攝場景則於五鎮學院和迪克斯山附近。2015年1月22日，也在杭丁頓附近的喬恩．麥加利斯Jon Megaris髮廊進行拍攝。

### 片名
2014年12月3日，環球影城將影片名從《The Nest》改為《Sisters》，中文則譯為《瞎趴姊妹》。

## 大眾迴響

### 票房
《瞎趴姊妹》在北美有8700萬美元的票房，在其他地區為1800萬美元，總票房為1.5億美元，而預算為3000萬美元。
該片在北美於2015年12月18日上映，同一檔期上映的還有《鼠來寶：鼠喉大作讚》和《STAR WARS：原力覺醒》，票房也因後者受衝擊。首映週的週末票房從2,961間電影院統計為1100萬美元首映日當天便有500萬美元的票房，首映週即達到1390萬美元的票房，僅次於《星際大戰七部曲：原力覺醒》（2.48億美元）和《鼠來寶4：鼠喉大作讚》（1430萬美元）。

### 影評

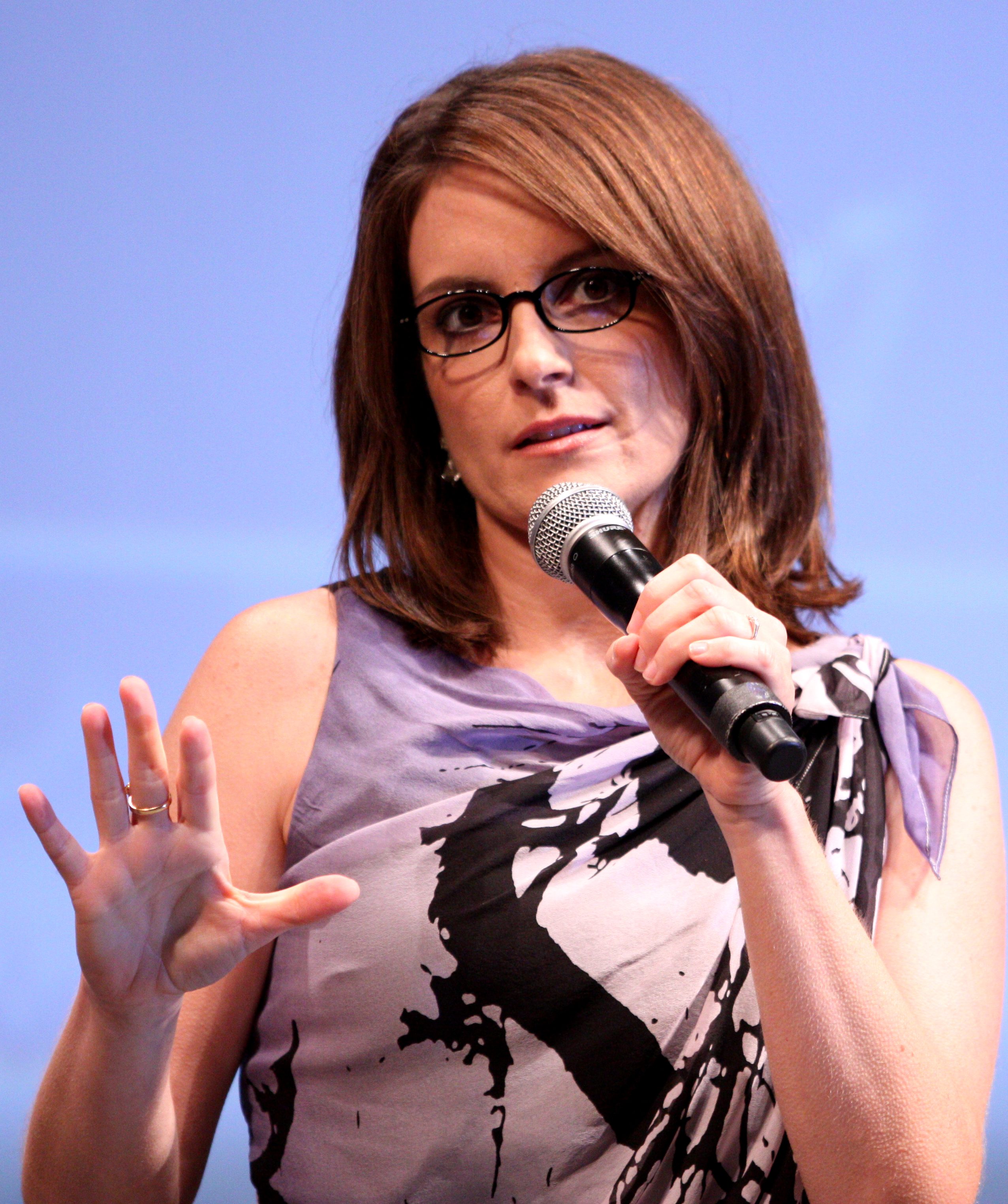
費因《瞎趴姊妹》在評論家選擇獎中被提名最佳喜劇女主角。

《瞎趴姊妹》獲得各種評論。爛番茄根據143篇專業影評得出59%的新鮮度，平均得分5.9/10；該網站共識：「《瞎趴姊妹》有悲傷及低俗的部分，蒂娜·費和艾米·波勒之間活潑歡樂的互動製造出許多笑料，是一部公認給成年人看的喜劇片。」Metacritic參考了36篇評論，給予該片58/100的評價。影院評分（CinemaScore）的市調評分為「B」（評分等級從A+到F級）。
蓋伊．洛奇（Guy Lodgeu）在美國《綜藝雜誌》中，對此片給予好評：「趣味之餘，也有探究真實人生，就如同兩姊妹認知到她們不得不面對成長 — 在佩爾的劇本中沒有嚴厲的說教，卻能讓觀眾體悟生真諦。」安．霍納迪（Ann Hornaday）也在華盛頓郵報給了好的評價：「這部電影將很多粗俗、低級、不可告人的社會面相藝術性地呈現。而蒂娜·費和艾米·波勒的之間的互動，恰巧將姊妹倆人無俚頭的嬉鬧、情色的場景變成《瞎趴姊妹》中的核心。」有許多評論將此片與近期較成功的女性為主的喜劇片相比，像是《伴娘我最大》（Bridesmaids）、《麻辣賤諜》（Spy）、《生活殘骸》（Trainwreck）。
馬克．奧爾森（Mark Olsen）在洛杉磯時報（Los Angeles Times）對它有更多的評價：「有這麼多的華麗包裝 – 既有影星助陣、有內容的劇情，也有實力派的配角 – 這部片的溫馨、幽默、具深度的表現，讓人感受到人們對過往青春的不捨與掙扎，學會向前看、懂得如何生活。但此片卻除了派對時的搞笑場面，就沒有其他吸引人特點了。」。Richard Roeper在芝加哥太陽報（Chicago Sun-Times）中，給予了1.5/4顆星的評價，但他讚賞費和寶拉的演出，並說：「雖然她們看起來不像姐妹，但兩人在戲中的互動讓人以為她們就是姊妹。兩人每隔一段時間就打鬧、互開玩笑也非常地有趣。」

### 獲獎
| 年分 | 獎項                         | 類別           | 得獎者       | 結果 |
| ---- | ---------------------------- | -------------- | ------------ | ---- |
| 2016 | Critics' Choice Movie Awards | 最佳喜劇獎     | 《瞎趴姊妹》 | 提名 |
| 2016 | Critics' Choice Movie Awards | 最佳喜劇女主角 | 蒂娜·菲      | 提名 |

## 外部連結
- 互联网电影数据库（IMDb）上《Sisters》的资料（英文）
- Box Office Mojo上《Sisters》的資料（英文）
- 爛番茄上《Sisters》的資料（英文）
- Metacritic上《Sisters》的資料（英文）